# Western Development Museum
El Western Development Museum es una red de cuatro museos en Saskatchewan, Canadá, que preserva y registra el desarrollo social y económico de la provincia.  El museo tiene sucursales en Moose Jaw, North Battleford, Saskatoon y Yorkton. Respectivamente, cada rama se enfoca en un tema diferente: transporte, agricultura, economía y personas. El museo está afiliado a la Asociación de Museos Canadienses, la Red de Información del Patrimonio Canadiense y el Museo Virtual de Canadá.

## Historia
Originalmente iniciado como un movimiento de base, el museo fue fundado con la aprobación de la Ley de Museos de Desarrollo Occidental en 1949. La primera casa del museo en 1949 fue un hangar reformado en North Battleford. Más tarde, el mismo año, una estructura similar en Saskatoon se convirtió en una segunda ubicación para el museo. Un tercer hangar se adquirió en Yorkton en 1951 y también se convirtió. En 1972, se construyeron los primeros edificios especialmente diseñados para albergar nuevas ubicaciones para los museos en Yorkton y Saskatoon, seguidos de la adición de un nuevo museo en Moose Jaw en 1976.

## Moose Jaw

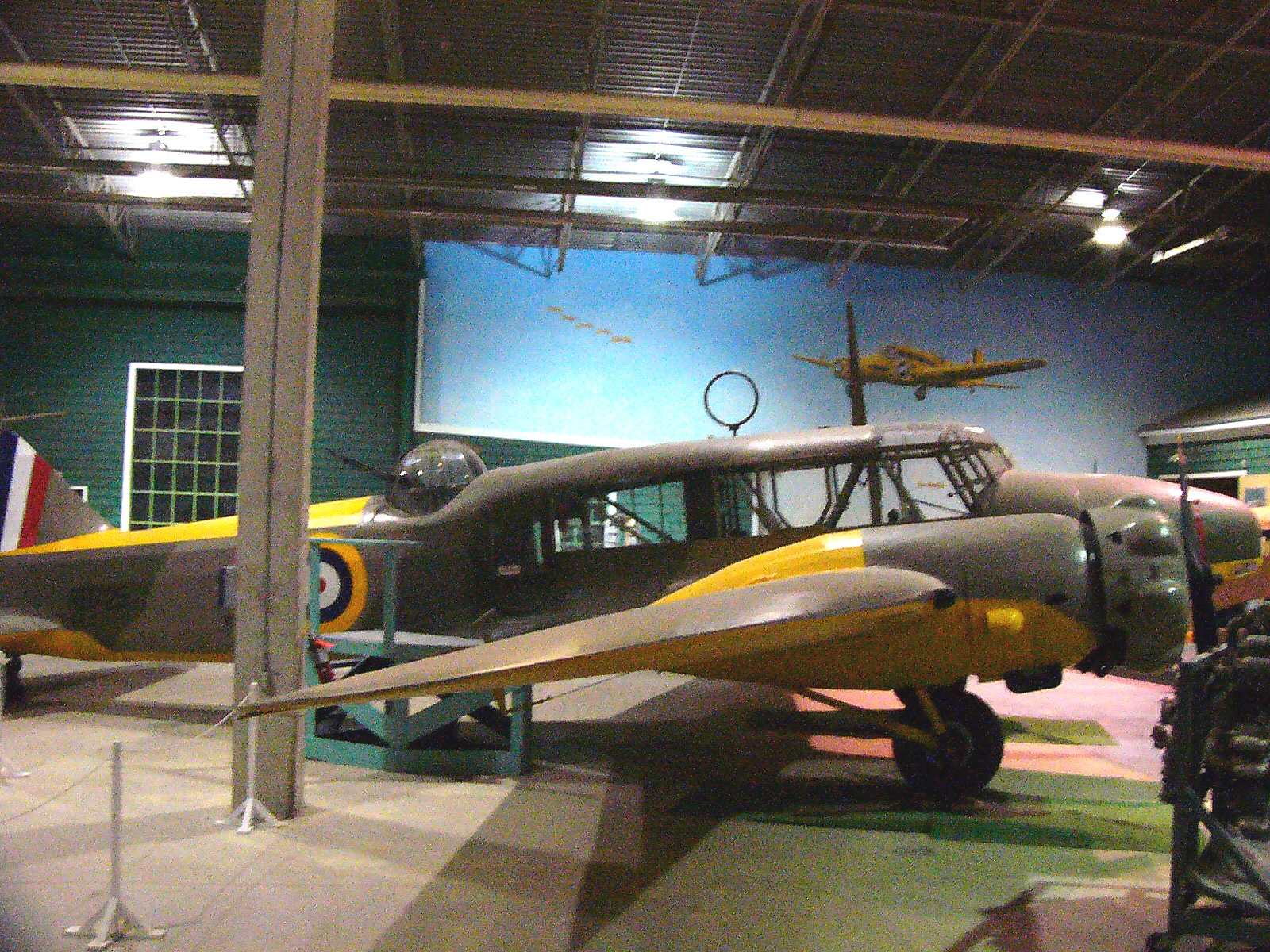
Entrenador de bombarderos Avro Anson

La ubicación de Moose Jaw del museo está dedicada a todas las facetas del transporte.
Esta rama ofrece un enfoque específico en la aviación, lo cual es apropiado dada su proximidad a la base aérea de Moose Jaw. Las exhibiciones de aviación incluyen una exhibición dedicada al equipo acrobático Snowbirds. La colección de aviones incluye exhibiciones tales como un ultraligero American Aerolights Eagle, un entrenador de bombarderos Avro Anson , Canadair CT-114 Tutor en marcas Snowbirds, Canadair CT-133 Silver Star, Fairchild M63A3 Cornell y un asiento eyectable CT-133 Silver Star.
El museo también tiene la línea corta del Western Development Museum, unos 3 pies (914 mm) de ferrocarril de vía estrecha al aire libre en la propiedad que utiliza la única locomotora de vapor en funcionamiento en Saskatchewan.

## North Battleford

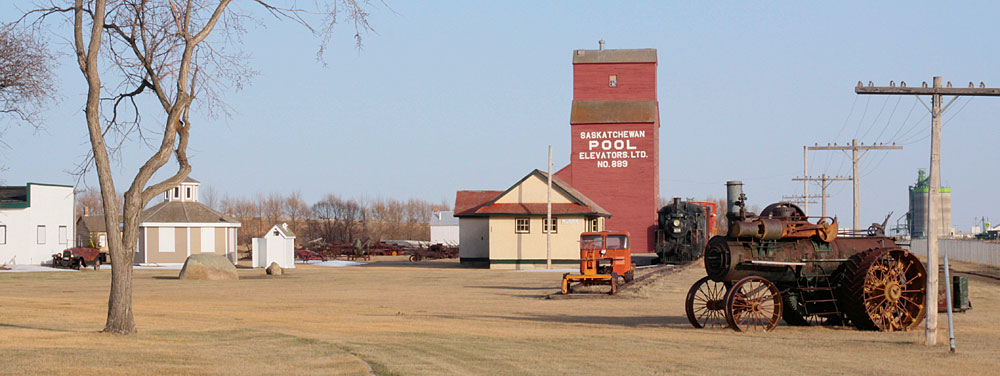
Escena de aldea pionera en North Battleford

La sucursal del museo de North Battleford organiza exposiciones relacionadas con la vida de los pioneros, tanto en la granja como en la aldea. En el gran granero viven varios animales de granja. El museo muestra cómo trabajaban la tierra los agricultores en la década de 1920. La instalación presenta una aldea prototípica de los pioneros, que incluye un elevador de granos, una tienda cooperativa, varias iglesias, negocios y viviendas.
El antiguo elevador de granos de Saskatchewan Wheat Pool No. 889 es de Keatley, Saskatchewan y fue trasladado al recinto del museo en 1983.

## Saskatoon
La sucursal de Saskatoon del museo estaba ubicada originalmente en la calle 11 en el lado oeste de la ciudad, donde fue sede de un festival anual llamado "Era Pion". El Saskatoon WDM se trasladó a su sitio actual en los terrenos de Prairieland Park a principios de la década de 1970. Durante muchos años, la sucursal de Saskatoon estuvo asociada con la Exposición de Saskatoon y fue fundamental para que la feria pasara a llamarse "Días de los pioneros", que incorporó la Era Pion. En la década de 1980, el museo y la Exposición comenzaron a distanciarse entre sí y, en la década de 1990, el museo ya no formaba parte de la exposición, lo que a su vez prácticamente eliminó los elementos restantes de la Era Pion; Pioneer Days se convirtió en "The Ex" y, más tarde, simplemente en "Saskatoon Exhibition". 
La sucursal de Saskatoon se destaca por su recreación en interiores de una "ciudad en auge" de la era de 1910. Los edificios reales de la época, combinados con recreaciones, se mantienen en un ambiente de clima controlado y están llenos de artefactos de la época. Los edificios en el sitio incluyen una granja, una estación de policía, un banco, una oficina de periódicos (con una imprenta en funcionamiento), una tienda de sillas de montar, una tienda general y la oficina de un dentista, por nombrar algunos. El museo también incluye exhibiciones de automóviles antiguos y equipos agrícolas. La sucursal de Saskatoon también tiene instalaciones para convenciones y en él se encuentra el Salón de la Fama Agrícola de Saskatchewan. En 2005, el Saskatoon WDM se sometió a importantes renovaciones en sus salas de exposición, con motivo de la celebración del centenario de Saskatchewan.

## Yorkton
La sucursal del museo en Yorkton se centra en la experiencia de los inmigrantes. La sucursal de Yorkton incluye escenas que ilustran las raíces culturales de muchos de los grupos que se asentaron en el oeste de Canadá, como ucranianos, ingleses, suecos, alemanes, Doukhobors e islandeses, entre otros.

## Principales artefactos
Lista parcial
- El Western Development Museum tiene el último ejemplo restante de Ferranti-Packard 6000, una computadora central temprana diseñada por Canadá. Donado por SaskPower.[8]
- El Museo del Desarrollo Occidental de Saskatchewan está construyendo una réplica de la Vickers Vedette canadiense. En 2003, el museo adquirió parte de un casco original, que se muestra como un artefacto en el estado encontrado. Con planos prestados por el Museo de Aviación de Canadá Occidental, un grupo de voluntarios de Vintage Aircraft Restorers emprendió la construcción. En 2014, el proyecto VAR Vendette ganó un premio canadiense de noventa y nueve en aviación.[9][10][11]

## Imágenes

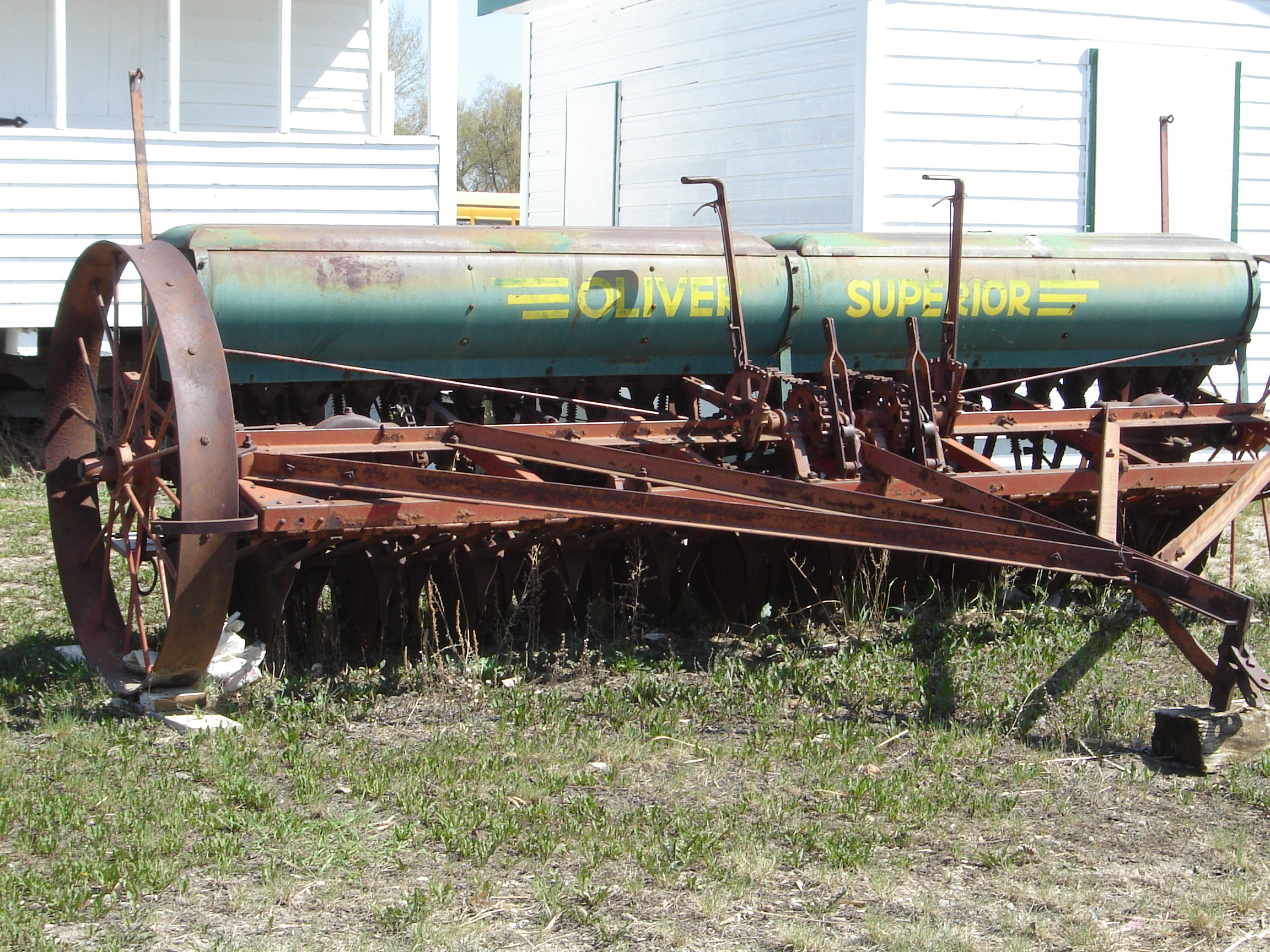
Sembradora para cereales y fertilizantes
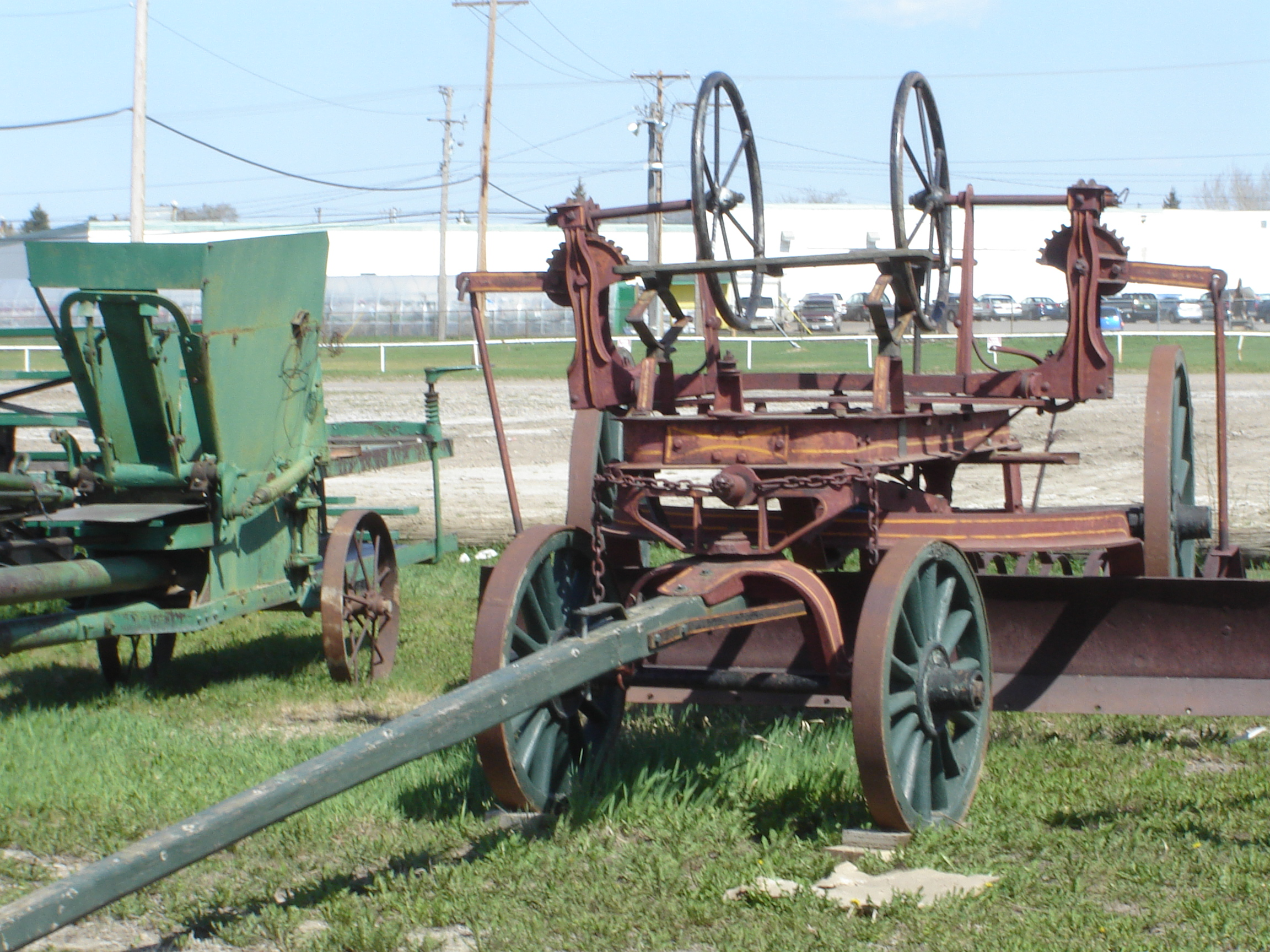
Raspador de caballos
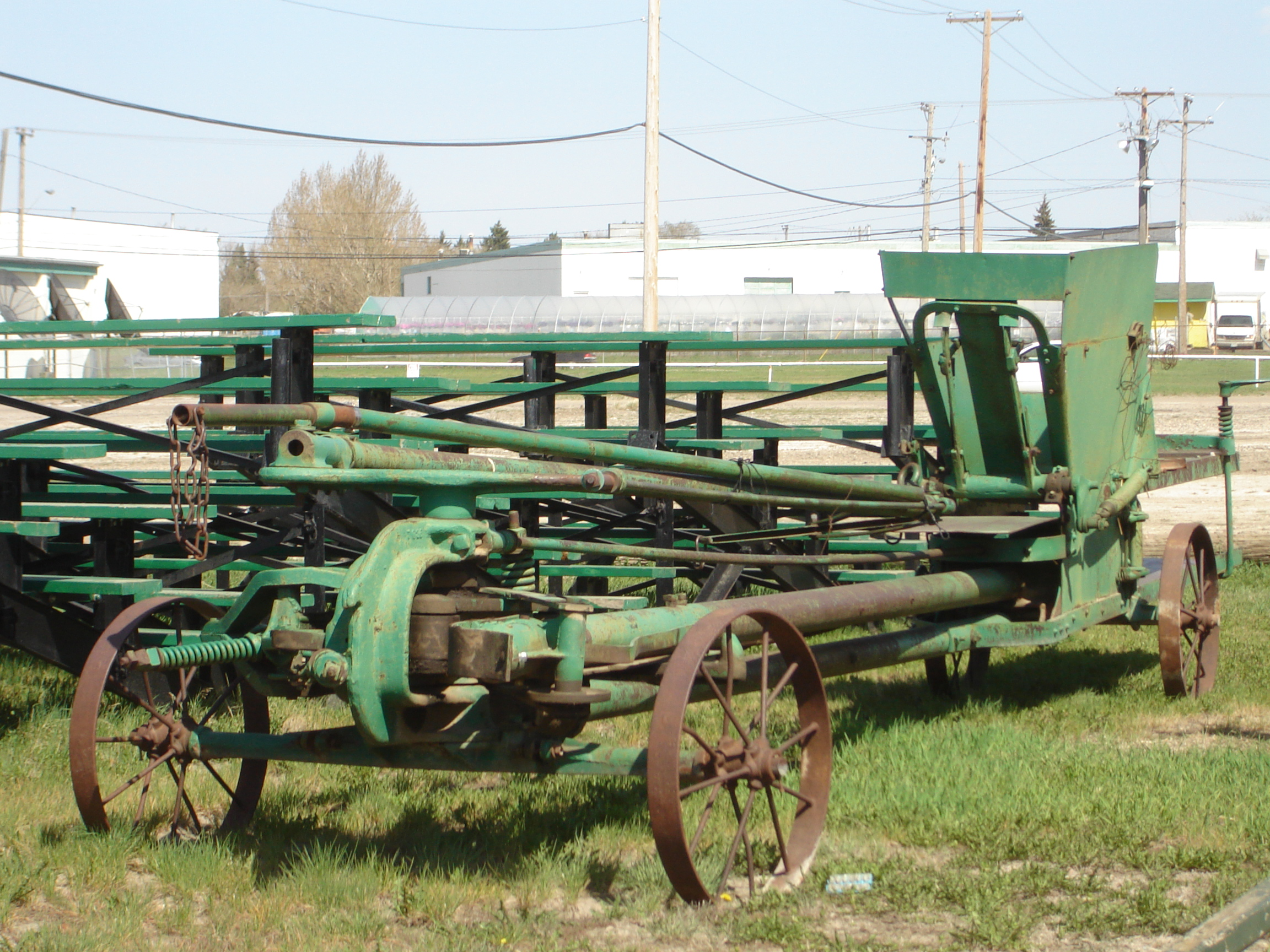
Maquinaria tirada por caballos
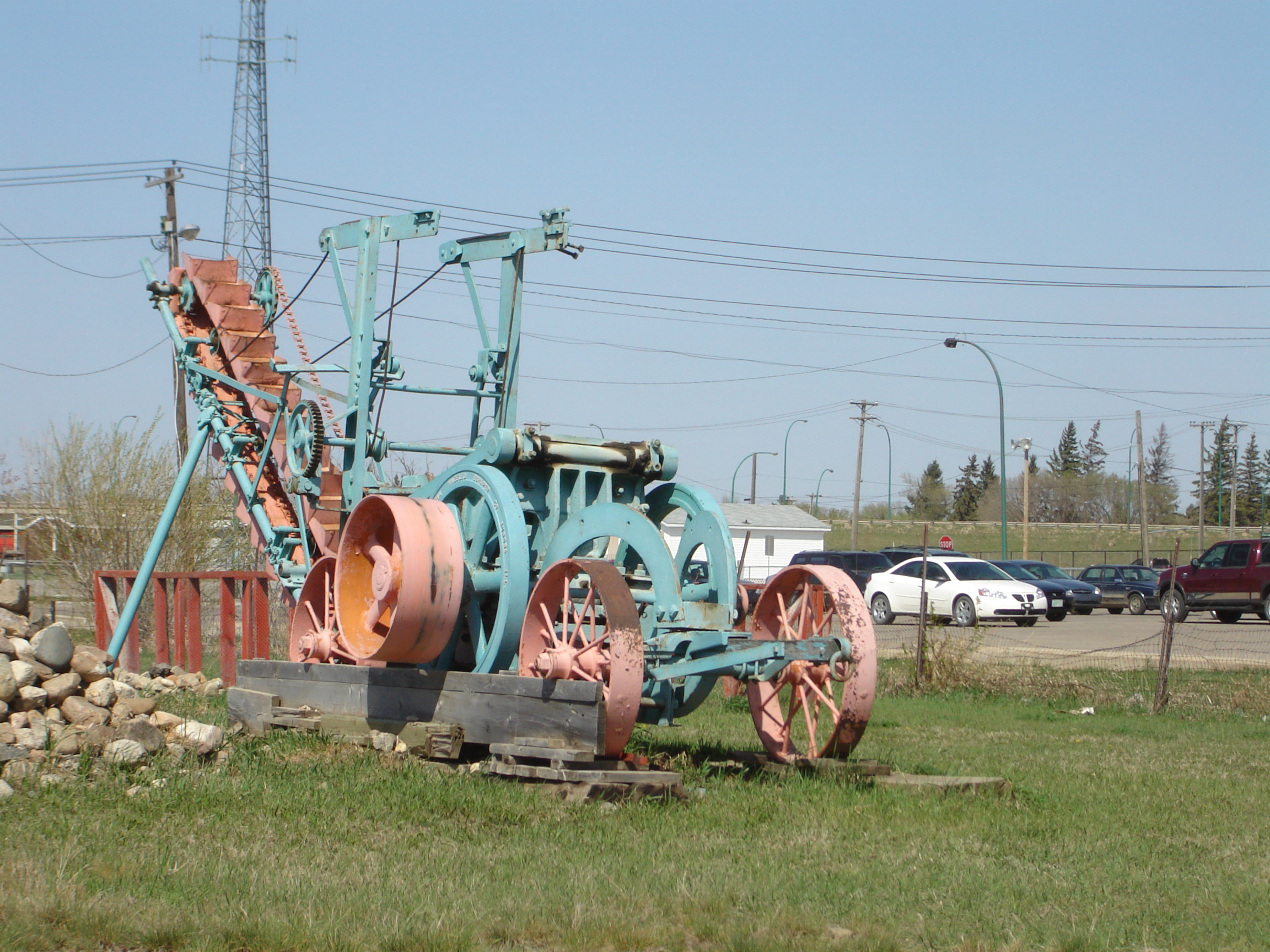
Selector de rocas